# Henry Kent Hewitt
Pour les articles homonymes, voir Hewitt.
Henry Kent Hewitt, né le 11 février 1887 à Hackensack et mort le 15 septembre 1972 à Middlebury, est un amiral américain.
Il participe à la Première et Seconde Guerre mondiale. Lors de cette dernière, il est le commandant de la marine américaine pour les opérations amphibies en Afrique du Nord (opération Torch) et dans le sud de l'Europe (opération Husky, débarquement de Provence et opération Shingle).
L'USS Hewitt est nommé en son honneur.